# Eduard Kainberger
Eduard Kainberger   (Salzburg, 20 de novembre de 1911 - Salzburg, 7 de març de 1974) fou un futbolista austríac que va competir durant la dècada de 1930. Jugava de porter i era germà del també futbolista Karl Kainberger.
El 1936 va prendre part en els Jocs Olímpics d'Estiu de Berlín, on guanyà la medalla de plata en la competició de futbol. A nivell de clubs jugà al Salzburger AK 1914 de la lliga regional de Salzburg. El 1938 passà a jugar al TSV 1860 München.